# Bahnstrecke Braunschweig–Wieren
| erixx-LINT 54 zwischen Wieren und Bad Bodenteich | |                                                     |                                                     |
| Streckennummer (DB): | 1902 (Braunschweig–Gifhorn) 1962 (Gifhorn–Wieren) |                                                     |                                                     |
| Kursbuchstrecke (DB): | 115 |                                                     |                                                     |
| Kursbuchstrecke: | 184g (1934) 186a (BS Hbf – Gliesmarode Rb 1934) 186c (Isenbüttel-Gifhorn – Gifhorn Stadt 1934) 209g (1946) 209f, 211a (BS Hbf – BS-Gliesmarode 1946) 209h, 211b (Isenb-Gifh – Gifh Stadt 1946) |                                                     |                                                     |
| Streckenlänge: | 87,2 km |                                                     |                                                     |
| Spurweite: | 1435 mm (Normalspur) |                                                     |                                                     |
| Streckengeschwindigkeit: | 80 km/h |                                                     |                                                     |
| Zugbeeinflussung: | PZB |                                                     |                                                     |
| | |                                                     |                                                     |
| \| \| \| von Bad Harzburg und von Hannover \| \| \| \| 0,0 \| Braunschweig Hbf \| Braunschweig Hbf \| \| \| \| nach Magdeburg \| \| \| \| \| von Abzw Schmiedekamp \| \| \| \| 5,8 \| Braunschweig Lünischteich (Abzw) \| Braunschweig Lünischteich (Abzw) \| \| \| 7,3 \| Braunschweig-Gliesmarode \| Braunschweig-Gliesmarode \| \| \| \| Schuntertalbahn \| \| \| \| \| nach Harvesse (ehem. bis Celle) \| \| \| \| \| \| \| \| \| 10,2 \| Braunschweig-Querum (Awanst; ehem. Bf; PV bis 1976) \| Braunschweig-Querum (Awanst; ehem. Bf; PV bis 1976) \| \| \| \| \| \| \| \| \| Braunschweig-Kralenriede (geplant) \| \| \| \| 12,3 \| Braunschweig-Bienrode (vrsl. ab 2027) \| Braunschweig-Bienrode (vrsl. ab 2027) \| \| \| 14,0 \| Wenden-Bechtsbüttel (PV bis 1988) \| Wenden-Bechtsbüttel (PV bis 1988) \| \| \| \| Mittellandkanal \| \| \| \| 16,7 \| Meinholz (bis 1963) \| Meinholz (bis 1963) \| \| \| 20,0 \| Meine (Bf bis 1996) \| Meine (Bf bis 1996) \| \| \| 23,900 \| Rötgesbüttel (seit 2020) \| Rötgesbüttel (seit 2020) \| \| \| 24,200 \| Rötgesbüttel (Bf bis 1982, Hp bis 2020) \| Rötgesbüttel (Bf bis 1982, Hp bis 2020) \| \| \| \| Neutrassierung ab 1913 \| \| \| \| \| Isenbüttel Dorf (bis 1976) \| \| \| \| \| Isenbüttel (vrsl. ab 2026) \| \| \| \| \| Lehrter Bahn \| \| \| \| 32,10,0 \| Gifhorn ehemals Isenbüttel-Gifhorn \| Gifhorn ehemals Isenbüttel-Gifhorn \| \| \| 3,5 \| Gifhorn Stadt \| Gifhorn Stadt \| \| \| \| Aller \| \| \| \| \| Allertalbahn nach Celle \| \| \| \| 7,8 \| Triangel \| Triangel \| \| \| 12,6 \| Neudorf-Platendorf (Bf bis ~1990, PV bis 2020) \| Neudorf-Platendorf (Bf bis ~1990, PV bis 2020) \| \| \| 19,3 \| Wahrenholz \| Wahrenholz \| \| \| 22,4 \| Schönewörde (seit 1972) \| Schönewörde (seit 1972) \| \| \| \| Elbe-Seitenkanal \| \| \| \| 25,1 \| Vorhop (seit 1972) \| Vorhop (seit 1972) \| \| \| \| Knesebeck (Awanst) \| \| \| \| 29,1 \| Knesebeck (Bf bis 1990) \| Knesebeck (Bf bis 1990) \| \| \| \| von Celle \| \| \| \| \| \| \| \| \| \| nach Wittingen West und Oebisfelde \| \| \| \| 35,1 \| Wittingen \| Wittingen \| \| \| 39,6 \| Stöcken (SPNV bis 1981, zuletzt bis 2002 Anst.)[1] \| Stöcken (SPNV bis 1981, zuletzt bis 2002 Anst.)[1] \| \| \| 43,2 \| Langenbrügge (bis 1981)[1] \| Langenbrügge (bis 1981)[1] \| \| \| 47,6 \| Bad Bodenteich \| Bad Bodenteich \| \| \| \| von Stendal \| \| \| \| 55,1 \| Wieren \| Wieren \| \| \| \| nach Uelzen \| \| \| \| \| \| \| \| Quellen: [2][3][4][5] \| \| \| \| | |                                                     |                                                     |
| | | von Bad Harzburg und von Hannover                   |                                                     |
| Bahnhof | 0,0 | Braunschweig Hbf                                    | Braunschweig Hbf                                    |
| Abzweig geradeaus und nach rechts | | nach Magdeburg                                      | nach Magdeburg                                      |
| Abzweig geradeaus und von rechts | | von Abzw Schmiedekamp                               | von Abzw Schmiedekamp                               |
| Blockstelle | 5,8 | Braunschweig Lünischteich (Abzw)                    | Braunschweig Lünischteich (Abzw)                    |
| Bahnhof | 7,3 | Braunschweig-Gliesmarode                            | Braunschweig-Gliesmarode                            |
| Kreuzung geradeaus unten (Querstrecke außer Betrieb) | | Schuntertalbahn                                     | Schuntertalbahn                                     |
| Abzweig geradeaus und nach links | | nach Harvesse (ehem. bis Celle)                     | nach Harvesse (ehem. bis Celle)                     |
| | |                                                     |                                                     |
| Dienststelle, ehemals Bahnhof | 10,2 | Braunschweig-Querum (Awanst; ehem. Bf; PV bis 1976) | Braunschweig-Querum (Awanst; ehem. Bf; PV bis 1976) |
| | |                                                     |                                                     |
| ehemaliger Bahnhof | | Braunschweig-Kralenriede (geplant)                  | Braunschweig-Kralenriede (geplant)                  |
| ehemaliger Haltepunkt / Haltestelle | 12,3 | Braunschweig-Bienrode (vrsl. ab 2027)               | Braunschweig-Bienrode (vrsl. ab 2027)               |
| Dienststelle, ehemals Bahnhof | 14,0 | Wenden-Bechtsbüttel (PV bis 1988)                   | Wenden-Bechtsbüttel (PV bis 1988)                   |
| Brücke über Wasserlauf | | Mittellandkanal                                     | Mittellandkanal                                     |
| ehemaliger Haltepunkt / Haltestelle | 16,7 | Meinholz (bis 1963)                                 | Meinholz (bis 1963)                                 |
| Haltepunkt / Haltestelle Streckenende | 20,0 | Meine (Bf bis 1996)                                 | Meine (Bf bis 1996)                                 |
| Bahnhof | 23,900 | Rötgesbüttel (seit 2020)                            | Rötgesbüttel (seit 2020)                            |
| ehemaliger Bahnhof | 24,200 | Rötgesbüttel (Bf bis 1982, Hp bis 2020)             | Rötgesbüttel (Bf bis 1982, Hp bis 2020)             |
| Strecke von links · Abzweig nach rechts und ehemals nach links · Strecke von rechts (außer Betrieb) | | Neutrassierung ab 1913                              | Neutrassierung ab 1913                              |
| ehemaliger Bahnhof · Strecke (außer Betrieb) | | Isenbüttel Dorf (bis 1976)                          | Isenbüttel Dorf (bis 1976)                          |
| ehemaliger Haltepunkt / Haltestelle · Strecke (außer Betrieb) | | Isenbüttel (vrsl. ab 2026)                          | Isenbüttel (vrsl. ab 2026)                          |
| Kreuzung geradeaus oben · Bahnhof quer · Abzweig quer und ehemals nach rechts | | Lehrter Bahn                                        | Lehrter Bahn                                        |
| Strecke nach links · Bahnhof quer · Strecke von rechts | 32,10,0 | Gifhorn ehemals Isenbüttel-Gifhorn                  | Gifhorn ehemals Isenbüttel-Gifhorn                  |
| Bahnhof | 3,5 | Gifhorn Stadt                                       | Gifhorn Stadt                                       |
| Brücke über Wasserlauf | | Aller                                               | Aller                                               |
| Strecke von links · Abzweig nach rechts und ehemals nach links | | Allertalbahn nach Celle                             | Allertalbahn nach Celle                             |
| Haltepunkt / Haltestelle Streckenende | 7,8 | Triangel                                            | Triangel                                            |
| Haltepunkt / Haltestelle Streckenende | 12,6 | Neudorf-Platendorf (Bf bis ~1990, PV bis 2020)      | Neudorf-Platendorf (Bf bis ~1990, PV bis 2020)      |
| Bahnhof | 19,3 | Wahrenholz                                          | Wahrenholz                                          |
| Haltepunkt / Haltestelle | 22,4 | Schönewörde (seit 1972)                             | Schönewörde (seit 1972)                             |
| Brücke über Wasserlauf | | Elbe-Seitenkanal                                    | Elbe-Seitenkanal                                    |
| Haltepunkt / Haltestelle | 25,1 | Vorhop (seit 1972)                                  | Vorhop (seit 1972)                                  |
| Blockstelle | | Knesebeck (Awanst)                                  | Knesebeck (Awanst)                                  |
| Haltepunkt / Haltestelle Streckenende | 29,1 | Knesebeck (Bf bis 1990)                             | Knesebeck (Bf bis 1990)                             |
| Strecke von links · Kreuzung geradeaus unten · Strecke quer | | von Celle                                           | von Celle                                           |
| | |                                                     |                                                     |
| Strecke nach rechts (außer Betrieb) · Strecke | | nach Wittingen West und Oebisfelde                  | nach Wittingen West und Oebisfelde                  |
| Bahnhof | 35,1 | Wittingen                                           | Wittingen                                           |
| ehemaliger Bahnhof | 39,6 | Stöcken (SPNV bis 1981, zuletzt bis 2002 Anst.)     | Stöcken (SPNV bis 1981, zuletzt bis 2002 Anst.)     |
| ehemaliger Haltepunkt / Haltestelle | 43,2 | Langenbrügge (bis 1981)                             | Langenbrügge (bis 1981)                             |
| Bahnhof | 47,6 | Bad Bodenteich                                      | Bad Bodenteich                                      |
| Abzweig geradeaus und von rechts | | von Stendal                                         | von Stendal                                         |
| Bahnhof | 55,1 | Wieren                                              | Wieren                                              |
| | | nach Uelzen                                         |                                                     |
| | |                                                     |                                                     |
| Quellen: | |                                                     |                                                     |

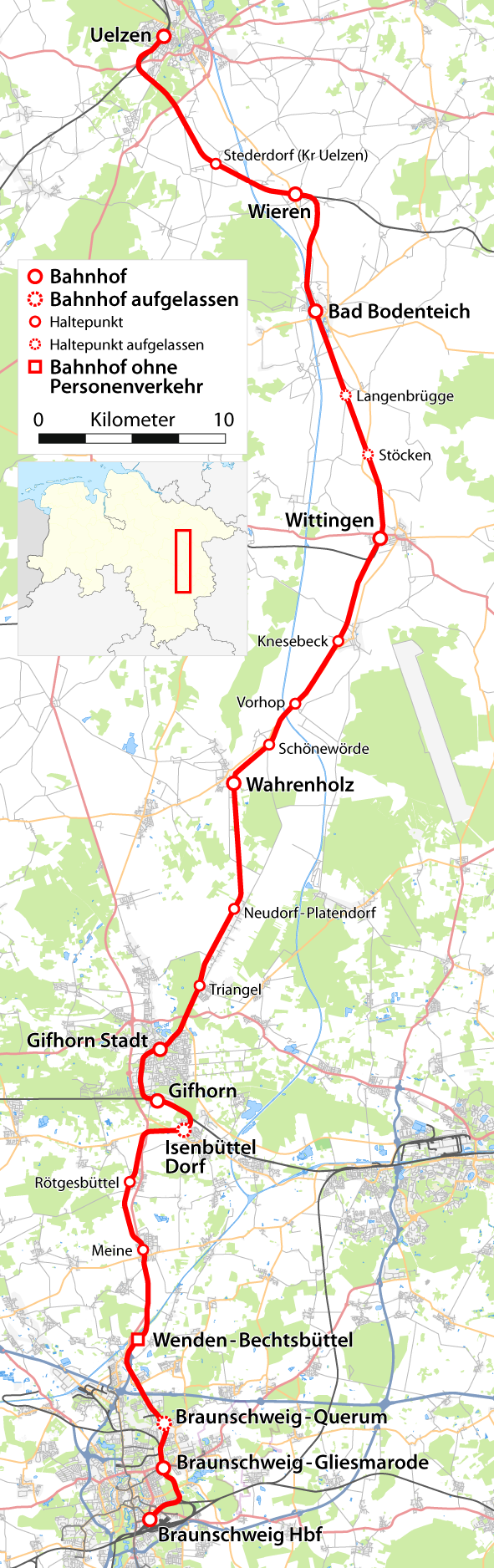
Verlauf der Kursbuchstrecke 115 Braunschweig–Uelzen

Die Eisenbahnstrecke Braunschweig–Wieren ist eine eingleisige, nicht elektrifizierte Nebenbahn. Sie erschließt den Norden des Braunschweiger Landes und die östliche Lüneburger Heide. Wichtigster Unterwegshalt ist Gifhorn.
Vereinzelt wird die Bahnstrecke als Mühlenbahn bezeichnet. Der Name ist um das Jahr 2000 herum erstmals in einem Kursbuch nachgewiesen; er impliziert jedoch nicht, dass im Streckenverlauf besonders viele Mühlen sichtbar sind.

## Verlauf
Die Strecke verläuft vom Braunschweiger Hauptbahnhof nach Norden, überquert den Mittellandkanal, kreuzt in Gifhorn (früherer Bahnhofsname: Isenbüttel-Gifhorn) die Bahnverbindung Hannover–Wolfsburg (Schnellfahrstrecke Hannover–Berlin), durchquert dann den Landkreis Gifhorn und damit die östliche Lüneburger Heide, gelangt über Wittingen, wo eine Verbindung zum Netz der Osthannoverschen Eisenbahnen besteht, und Bad Bodenteich nach Wieren, wo sie in den elektrifizierten Ostabschnitt der Amerikalinie einmündet.
Die Bahnstrecke Braunschweig–Wieren ist die kürzeste Anbindung von Braunschweig, Salzgitter und Wolfsburg in Richtung Norden. Da sie aber nur schlecht ausgebaut ist (Streckenhöchstgeschwindigkeiten bis 80 km/h), sind Verbindungen über Lehrte überwiegend schneller.
In etwa parallel, aber mit einigen Kilometer Abstand zur Bahnstrecke, verlaufen der Elbe-Seitenkanal, der zweimal gequert wird, und die Bundesstraße 4.

## Geschichte
Die Bahnstrecke wurde kurz vor Ende des 19. Jahrhunderts in Betrieb genommen. Seither wird sie regelmäßig von Zügen des Personenverkehrs befahren. Der erste Zug fuhr am 1. März 1889, als die Strecke von Gifhorn-Isenbüttel nach Meine für den Güterverkehr freigegeben wurde, der erste Personenzug auf dieser Strecke am 1. Juli 1890. Nördlich von Gifhorn-Isenbüttel wurde zunächst die Teilstrecke nach Triangel eröffnet (Güterverkehr seit 1. Mai 1889, Personenverkehr seit 1. November 1889). Beide Teilstrecken wurden zunächst durch die Berlin-Lehrter Eisenbahngesellschaft betrieben. Die südliche Verbindung nach Braunschweig wird seit dem 1. Juli 1894 befahren und die nördliche Verbindung nach Wieren seit dem 1. September 1900.
Von Braunschweig kommende Züge fuhren bis 1913 von Westen her in den Bahnhof Isenbüttel-Gifhorn (heute: Gifhorn) ein. Dort mussten sie zur Weiterfahrt nach Uelzen die Fahrtrichtung ändern. Durch eine weiträumige Umtrassierung konnten die Züge ab 1913 von Osten her den Bahnhof
erreichen und somit die Fahrzeit verkürzt werden.
In der Gemarkung Thune verläuft der Mittellandkanal etwa von Süd-Westen nach Nord-Osten, die Eisenbahnstrecke etwa von Norden nach Süden, so dass die Querung ungefähr unter dem Winkel von 45 Grad erfolgt, was zu einer sehr langen Brücke führte. Sie wurde ab Mai 1931 erbaut und ging am 24. Februar 1932 in Betrieb. Unterbrechungen des Zugverkehrs gab es mehrfach: 21. Februar 1933 bis April 1933 zwecks Sicherstellung der Standfestigkeit eines Widerlagers, für einige Tage im Oktober 1939 wegen Einbau zusätzlicher (verlängernder) Brückenteile, vom 10. April 1945 (Sprengung) bis 15. Juli 1946 (wiederhergestellt), 27. bis 30. August 1976 zwecks Anhebung der Brücke, um die lichte Durchfahrthöhe auf dem Mittellandkanal zu vergrößern.
Während des Zweiten Weltkriegs ereigneten sich auf dem Bahnhof Isenbüttel-Gifhorn zwei schwere Zugunglücke. Beide Unglücke waren Auffahrunfälle, an denen jeweils zwei Züge beteiligt waren. Am 22. Januar 1941 fuhr ein Zug auf einen Transportzug mit rund 1000 belgischen Kriegsgefangenen auf. Dabei kamen über 120 Personen ums Leben. Am 11. Oktober 1944 starben bei einem weiteren Unfall neun Menschen, 15 wurden schwer verletzt.
Darüber hinaus gab es ein weiteres schweres Unglück. In den Wäldern bei Bodenteich befand sich eine Munitionsanstalt mit eigenem Anschlussgleis und eigener Lok (V 36). Am 25. März 1945 explodierte ein mit Munition beladener Güterzug, vermutlich durch Funkenflug eines einfahrenden Zuges. Es gab bis zu 80 Tote und viele Verletzte. Das Bahnhofsgebäude und viele umliegende Häuser wurden zerstört oder beschädigt.
Ein Bild des Bahnhofs Triangel bei Neudorf-Platendorf ist auf dem Umschlag der Erstausgabe von Bernward Vespers Romanfragment Die Reise (1977) zu sehen.
In den 1960er und 1970er Jahren befuhren Heckeneilzüge die Strecke, also Eilzüge mit Laufwegen abseits der Hauptstrecken. So gab es 1975 je ein Zugpaar der Relationen Flensburg–Lübeck–Wittingen–Kreiensen und Hamburg–Wittingen–Goslar–Kreiensen.
Die Zahl der Stationen wurde im Laufe der Jahre schrittweise reduziert. Der Haltepunkt Meinholz entfiel schon vor 1967, am Bahnhof Braunschweig-Querum und am Haltepunkt Isenbüttel Dorf hielt am 30. Mai 1976 zum letzten Mal ein planmäßiger Zug, in Bienrode am 22. Mai 1977, am Haltepunkt Langenbrügge und am Bahnhof Stöcken am 30. Mai 1981. Der Bahnhof Wenden-Bechtsbüttel folgte 1988. In den Bahnhöfen Bad Bodenteich, Wittingen und Wahrenholz wurden im Dezember 2011 die Fahrkartenschalter geschlossen.
Der Haltepunkt Vorhop entstand neu mit dem Bau des Elbe-Seitenkanals. Ursprünglich hatten Schönewörde und Vorhop einen gemeinsamen Haltepunkt (der Schönewörde hieß) am Bahnübergang der Straße zwischen den beiden Orten. Mit der Höherlegung der Bahnstrecke zur Überbrückung des Kanals wurde auch der Bahnübergang durch eine Brückenüberführung ersetzt. Vorhop und Schönewörde erhielten ihre heutigen, ortsnäheren Haltepunkte.
Bis etwa 1994 bestand in Meine ein Nebengleis zur damaligen Zuckerfabrik, das früher während der Rübenkampagne häufig von Güterwagen genutzt wurde, aber in den 1970er Jahren außer Gebrauch gekommen war.
Im Frühjahr 2008 wurden die innerörtlichen Bahnübergänge in Meine erneuert und die Brücke über den Mittellandkanal bei Bechtsbüttel saniert.
Einzelne Regionalbahnen mit dem Laufweg Braunschweig–Bremen verkehrten bis Dezember 2008 über die Bahnstrecke Braunschweig–Wieren und die Amerikalinie. In den Jahren 2010 und 2011 verband wieder eine Regionalbahn werktäglich Braunschweig mit Bremen auf dieser Strecke. Diese Tradition nahm mit der Übernahme des Nahverkehrs auf der Strecke Uelzen–Bremen durch die erixx GmbH im Dezember 2011 ihr vorläufiges Ende.
Im Juli 2011 wurden auf dem Streckenabschnitt Bad Bodenteich–Wieren die Gleise neu verlegt, im Herbst 2012 erfolgte dieses auf einem zehn Kilometer langen Abschnitt von Vorhop über Wahrenholz hinaus Richtung Neudorf-Platendorf. Gleichzeitig wurden im Bahnhof Wahrenholz die Gütergleise abgebaut (mit der ehemaligen Bezeichnung „Ölbf.“). 2013 folgte die Erneuerung der Gleise zwischen Vorhop und Stöcken bei gleichzeitigem Ausbau aller Weichen zu den ehemaligen Gütergleisen des Bahnhofs Wittingen. Darüber hinaus wurden in Bad Bodenteich die Weichen für das Begegnungsgleis und in Gifhorn Stadt das Gleis 2 auf ganzer Länge einschließlich der Weichen erneuert. 2014 erfolgte die Streckenerneuerung zwischen Stöcken und Bad Bodenteich, dort verbunden mit dem anschließenden Neubau eines Mittelbahnsteigs, um die erforderliche Begegnung für die wenigen Züge, die seit Dezember 2014 im Stundentakt verkehren, zu ermöglichen. Der zur Zeit der Heckeneilzüge bei Begegnungen noch genutzte Bahnsteig 1 am Bahnhofsgebäude wurde zurückgebaut. An den Stationen Gifhorn Stadt, Neudorf-Platendorf, Wahrenholz und Knesebeck wurden die Bahnsteige ganz oder teilweise an die Einstiegshöhe der neuen Triebwagen angepasst.
2017 erhielt der Bahnhof Wittingen einen neuen Mittelbahnsteig bei gleichzeitigem Rückbau des alten Bahnsteigs 1. In Gifhorn Stadt wurden die Bahnsteige 1 und 2 in bisheriger Lage vollständig erneuert und zeitgleich die Bahnhofstraße mit ZOB und erweiterten Parkmöglichkeiten ausgebaut.
Zur Realisierung eines dichteren Nahverkehrsangebotes musste die Infrastruktur entsprechend ausgebaut werden. Die Station Rötgesbüttel wurde 2020 als Bahnhof 300 m weiter südlich neu gebaut, da für die Einführung eines Stundentaktes auf der Relation Braunschweig–Gifhorn–Uelzen Zugkreuzungen in Rötgesbüttel notwendig sind. Baubeginn war am 3. März 2020, seit dem 30. November 2020 wird er von Personenzügen bedient. Außerdem wurde der Bahnhof Wahrenholz modernisiert und dabei so umgebaut, dass gleichzeitige Einfahrten aus Richtung Wieren und Gifhorn möglich sind. Zum 13. Dezember 2020 wurde schließlich ein Stundentakt eingeführt. Für dieses Ziel musste der Verkehrshalt Neudorf-Platendorf eingestellt werden. Auch im Fahrplanjahr 2022/23 ist der Haltepunkt weiter als Betriebsstelle gewidmet.

## Personenverkehr
Der Personenverkehr wurde bis Dezember 2014 etwa im Zweistundentakt mit Regionalbahn-Zügen der DB Regio durchgeführt, zuletzt meist mit Dieseltriebwagen der Baureihe 628. Der Fahrplan war durch den Zweistundentakt und den frühen Betriebsschluss unattraktiv. So verkehrten montags bis freitags zwischen dem Oberzentrum Braunschweig und dem Mittelzentrum Gifhorn nur elf Zugpaare und die letzte Regionalbahn verließ Braunschweig um 19:37 Uhr in Richtung Gifhorn. Seit Dezember 2014 wird die Strecke von der in Soltau ansässigen Eisenbahngesellschaft erixx mit Triebwagen vom Typ Lint 54 bedient. Das Fahrtenangebot hatte sich mit Ausnahme einer weiteren Abendverbindung ab Braunschweig nach Wittingen, freitags bis sonntags nach Uelzen, einer sonntäglichen Spätverbindung von Braunschweig nach Wittingen und zwei verbesserter Frühverbindungen zwischen Uelzen und Gifhorn noch nicht durchgreifend verbessert, da einige nicht getaktete Verbindungen auch entfallen waren.

### Aktueller Betrieb
Im Fahrplanjahr 2021 verkehrt die Linie RB 47 von erixx im Stundentakt auf der Verbindung Braunschweig–Gifhorn–Uelzen.

## Güterverkehr
Güterverkehr findet noch von und nach Knesebeck statt (Holzverladung, Anschlussgleis Firma Butting), von und zum Hafen Wittingen sowie südlich von Braunschweig-Gliesmarode.
Die Strecke befindet sich abschnittsweise in renovierungsbedürftigem Zustand. An den Bahnübergängen bei Meine (Bundesstraße 4) und Ausbüttel kommt es daher mitunter wegen defekter Schranken zu Staus.
Durchgehende Güterzüge gibt es planmäßig auf der Strecke nicht.
Selten wird die Strecke von Museumseisenbahnen genutzt.

## Planungen
Es war beabsichtigt, die Teilstrecke zwischen Gifhorn Stadt und Braunschweig durch die geplante RegioStadtBahn Braunschweig zu nutzen. Dazu sollten einige Bahnhöfe bzw. Haltepunkte neu gebaut und die Anzahl der Züge auf diesem Streckenabschnitt gemäß dem dichteren Zugfolgetakt der RegioStadtBahn erhöht werden. In einem weiteren Bauabschnitt sollte die Strecke bis Uelzen ebenso als Träger der RegioStadtBahn genutzt werden. Das gesamte Vorhaben sollte ursprünglich bis 2014 realisiert werden. Das Vorhaben scheiterte im Jahr 2010, da durch deutlich gestiegene Fahrzeugbeschaffungskosten die Wirtschaftlichkeit des Konzeptes nicht mehr gegeben war.
Um die Attraktivität der Regionalbahn-Linie auch ohne RegionalStadtBahn steigern zu können, entwickelte der Zweckverband Großraum Braunschweig (ZGB) das „Regionalbahnkonzept 2014+“. Dieses sah neue Fahrzeuge und einen konsequenten Stundentakt für die Regionalbahn-Linie Braunschweig–Uelzen vor. Außerdem soll die Verknüpfung zwischen Stadtbahn und Regionalbahn in Braunschweig-Gliesmarode verbessert werden. Langfristig ist zwischen Braunschweig und Gifhorn Stadt eine Verdichtung zum Halbstundentakt vorgesehen.
Die Stationen Bienrode und Isenbüttel sollen wieder für den Halt von Personenzügen ausgebaut werden. Dieses wurde am 28. März 2019 zwischen dem Land Niedersachsen (Landesnahverkehrsgesellschaft LNVG), dem Regionalverband Großraum Braunschweig und der DB vereinbart.
Zur Umsetzung des Halbstundentaktes bis Gifhorn Stadt ist die Einrichtung eines zusätzlichen Kreuzungsbahnhofes in Braunschweig-Kralenriede sowie eine abschnittsweise Geschwindigkeitserhöhung von 80 km/h auf 100 km/h notwendig. Zur Durchbindung der südlich verkehrenden Linien RB 44 und RB 45 bis Gliesmarode plant der Regionalverband dort die Einrichtung eines dritten Bahnhofsgleises. Im September 2022 wurde der Planungsauftrag um die Elektrifizierung des Teilabschnitts Braunschweig – Gifhorn Stadt erweitert. Durch diese Maßnahme soll der Einsatz von Batterie-Oberleitungstriebzügen auf der Gesamtstrecke ermöglicht werden. Die Versorgung im nichtelektrifizierten Abschnitt Gifhorn – Wieren soll über Akkus erfolgen, die in den elektrifizierten Abschnitten aufgeladen werden. Nach Abschluss der Planungsleistungen soll das Projekt eventuell über GVFG-Mittel finanziert werden.

## Fahrzeuge

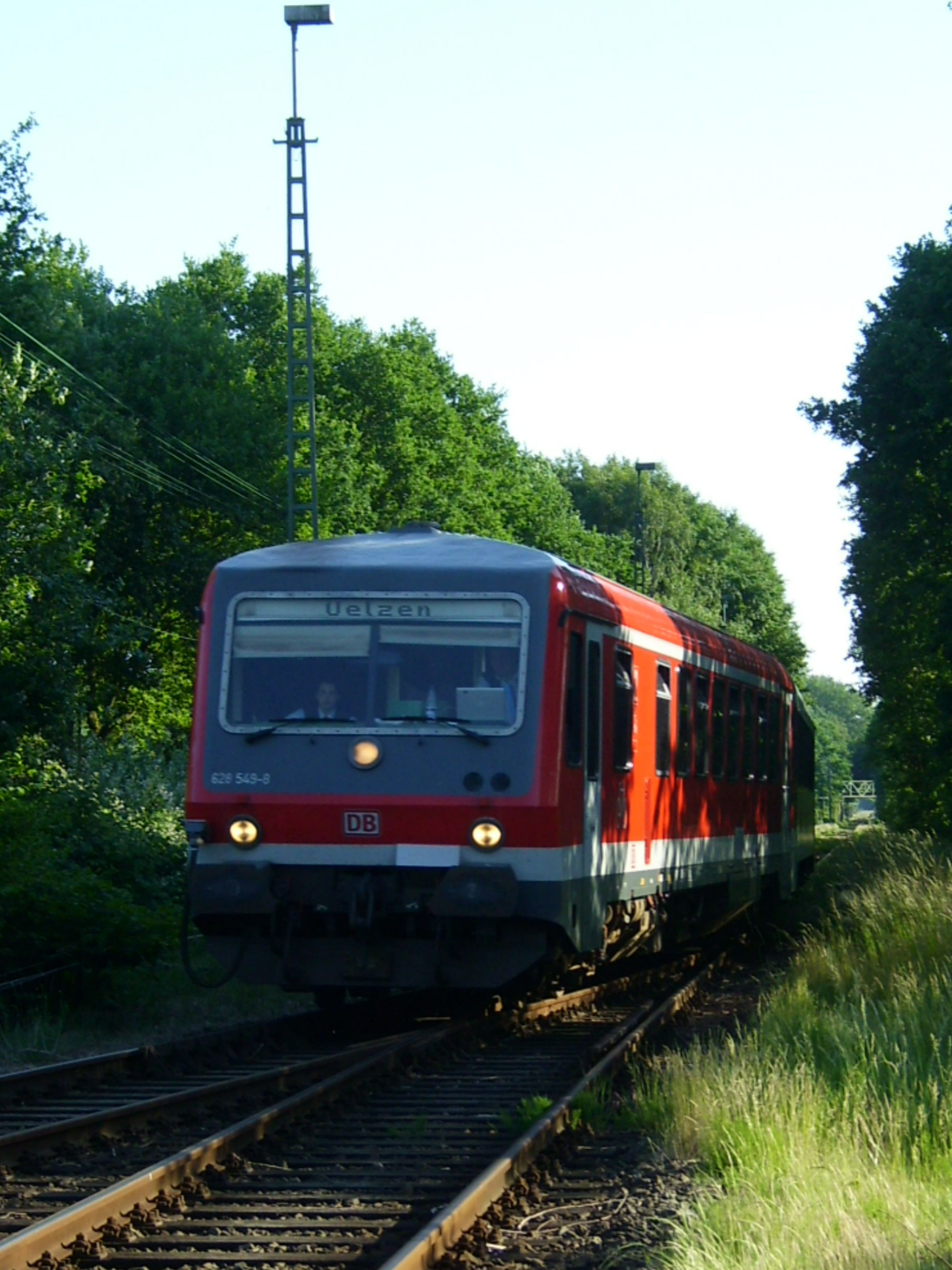
Triebwagen der BR 628 vor Wittingen

Während der Dampflok-Ära kamen unter anderem zum Einsatz: die Baureihen 03, 38, 50, 55, 57 und 64. Hinzu kamen in den 1930er Jahren offenbar Leistungen des Akkumulatortriebwagens ETA 177. In den 1970er Jahren wurde der Personenzugverkehr mit zweimotorigen Uerdinger Schienenbussen VT 98.9, und Triebwagen der Baureihen 628.0 und 614 durchgeführt, die Heckeneilzüge waren mit V 200.0 bespannt. Der Betrieb wurde nacheinander auf die Baureihen 634, 613 und 515 umgestellt, bis der Betrieb auf lokbespannte Züge mit Silberlingen umgestellt wurde.
Lange Zeit prägten mit Diesellokomotiven der Baureihen 216 und 218 bespannte Personenzüge das Bild. Im Fahrplan 2002/03 befuhren sie erstmals mit Steuerwagen die Strecke. 2003 endete diese Ära im Personenverkehr. Seitdem fuhren fast ausschließlich Triebwagen der Baureihe 628 zwischen Braunschweig und Uelzen. Einzelne Züge wurden bis Dezember 2008 mit der Baureihe 614 gefahren. Seit Dezember 2014 setzt die erixx GmbH Fahrzeuge des Typs LINT 54 ein.
Im Güterverkehr der Nach-Dampflokzeit konnten die Typen bzw. Baureihen Köf, V 60 und V 100 beobachtet werden, sowie zwischen 1999 und 2014 Dieselloks der Verkehrsbetriebe Peine-Salzgitter. Heute wird der Güterverkehr mit Loks der Baureihen 294 und 261 (Voith Gravita) abgewickelt.

## Bildergalerie

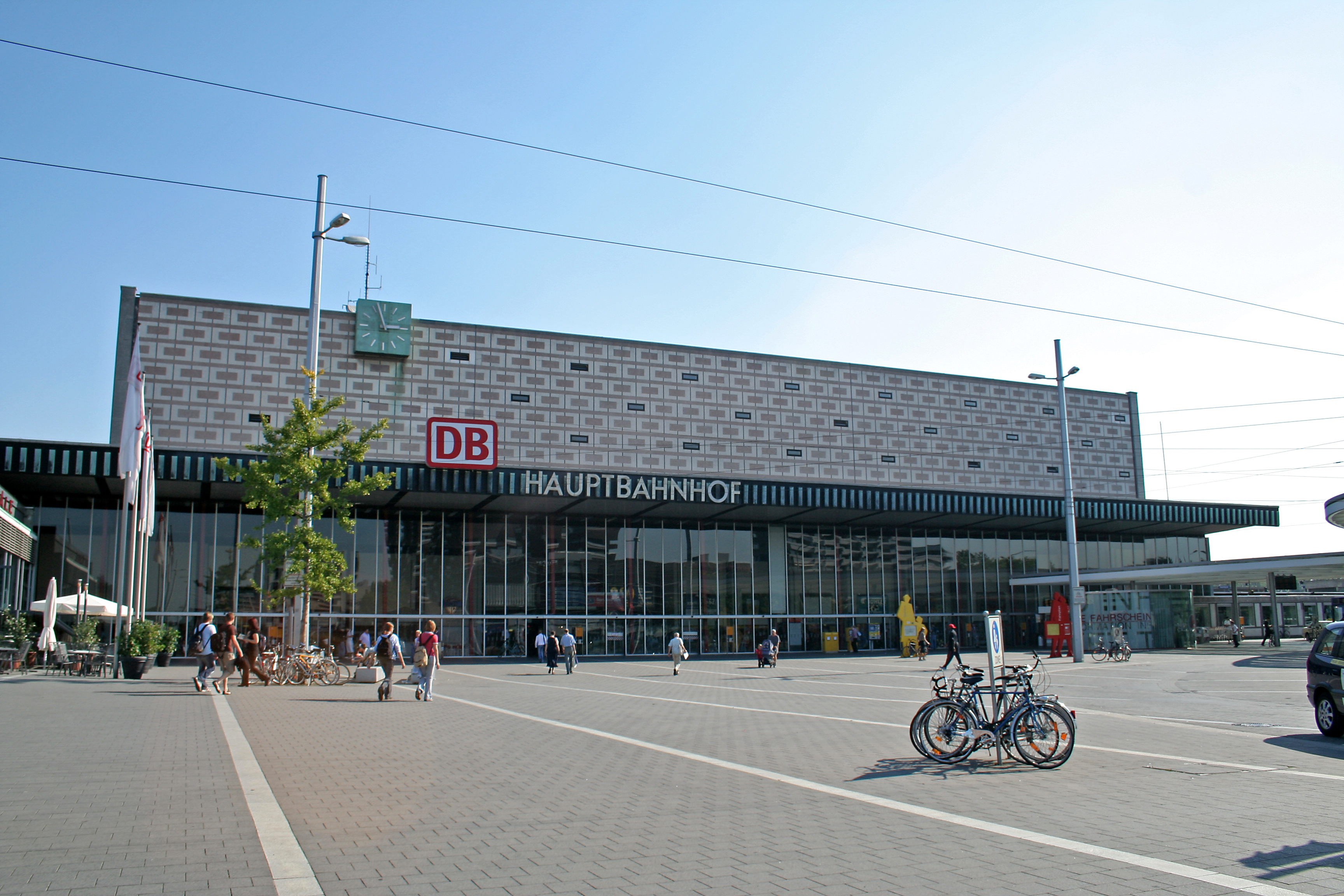
Braunschweig Hauptbahnhof
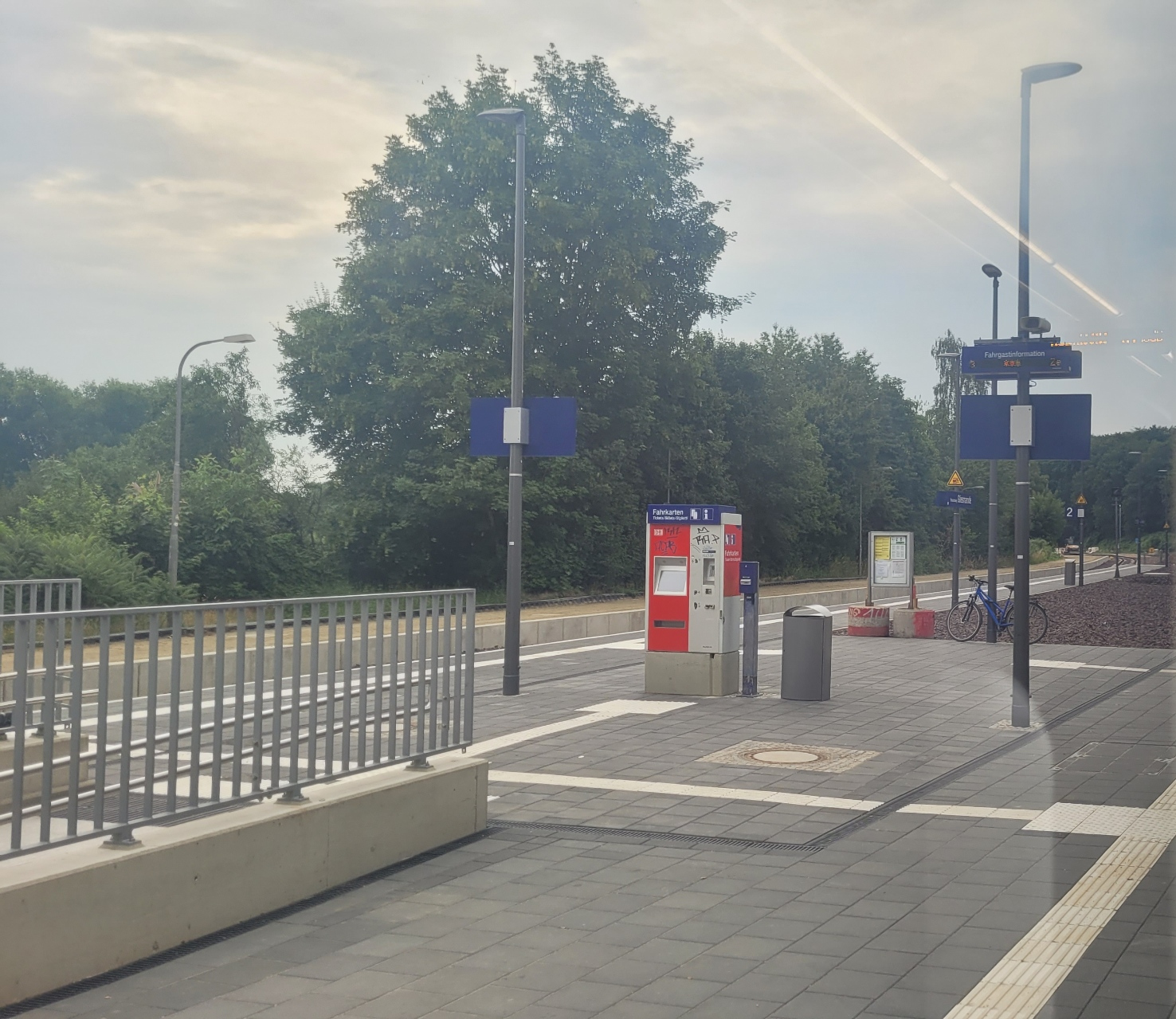
Bahnhof Braunschweig-Gliesmarode
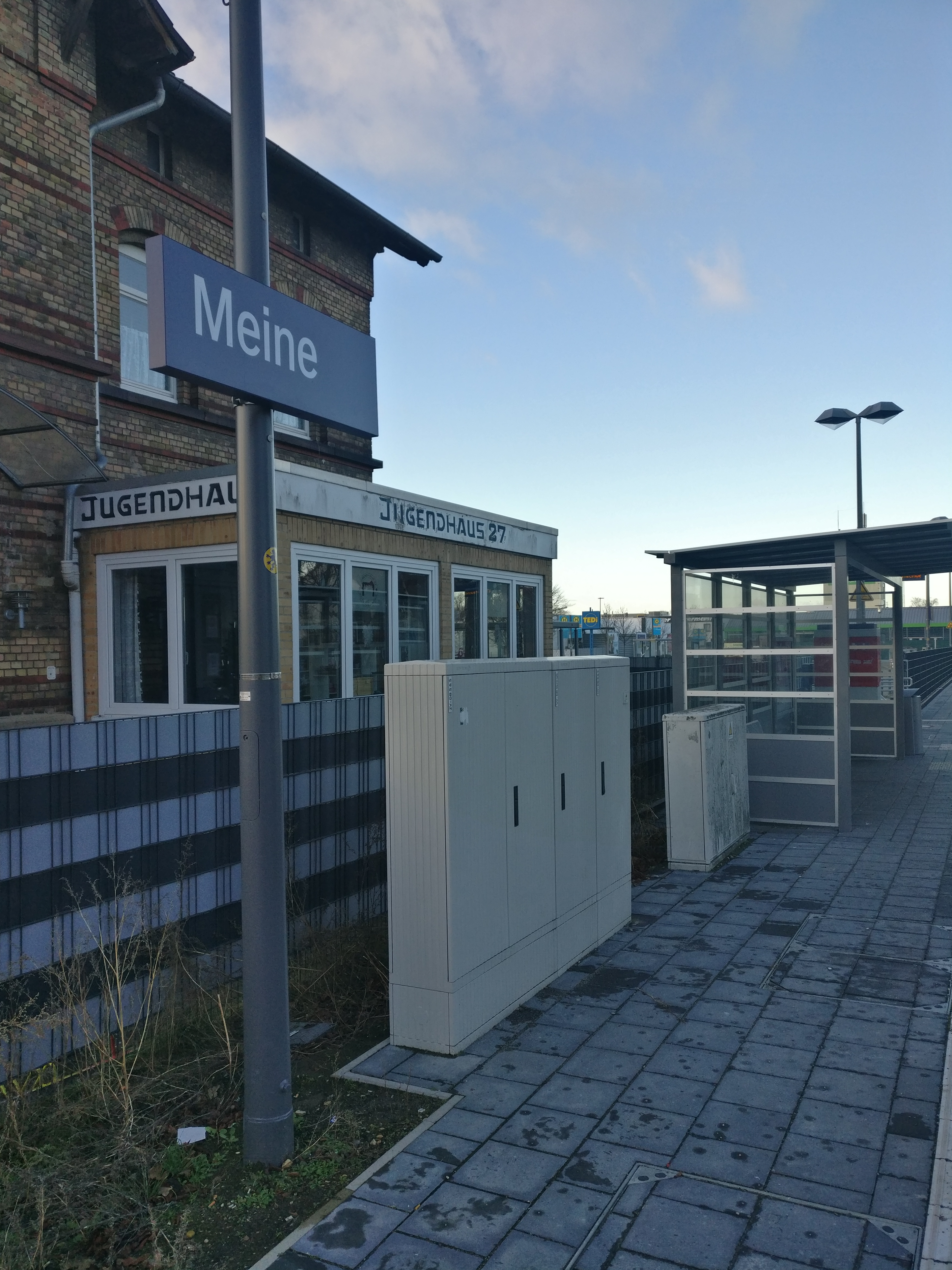
Haltepunkt Meine
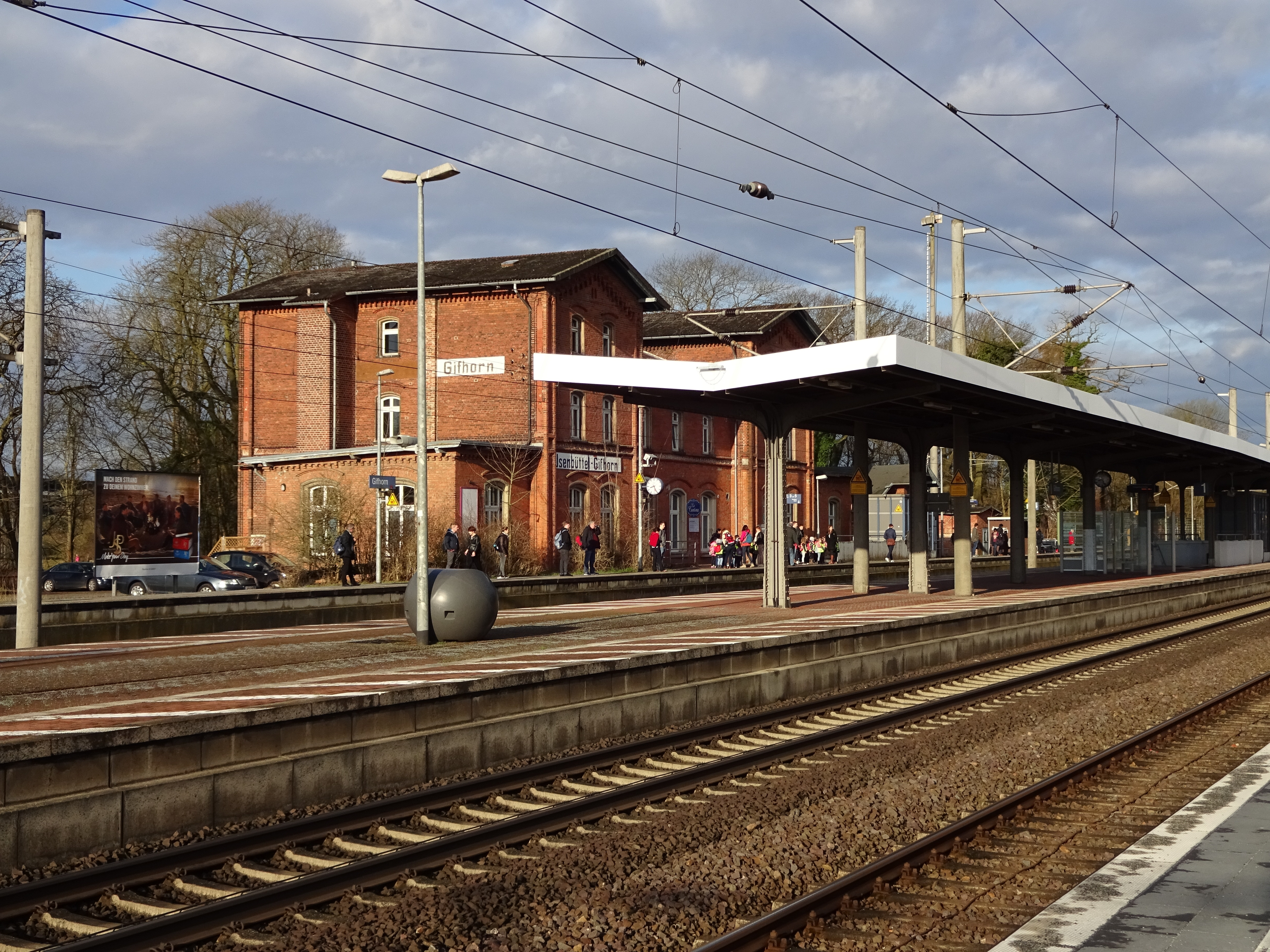
Bahnhof Gifhorn
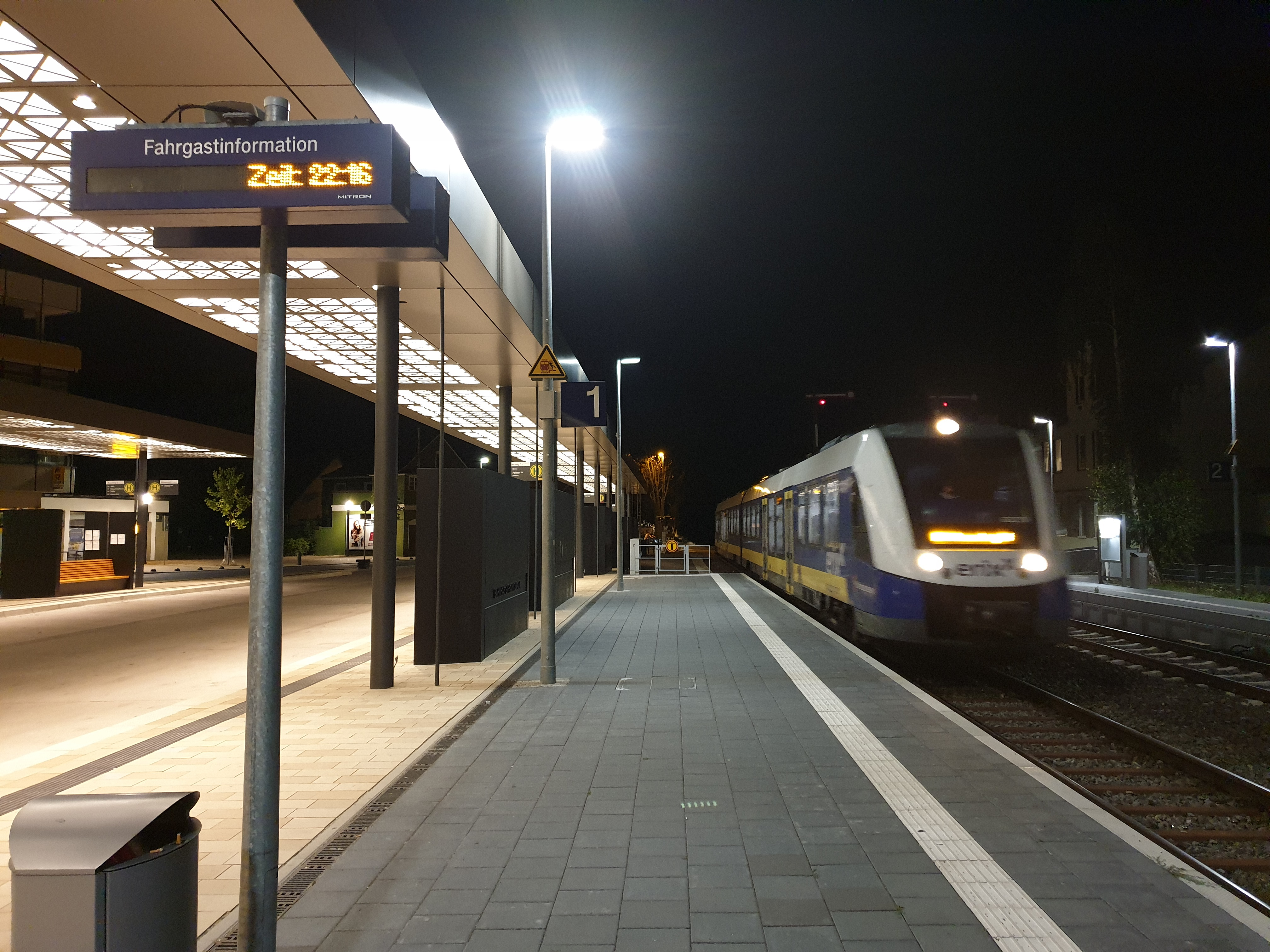
Bahnhof Gifhorn Stadt
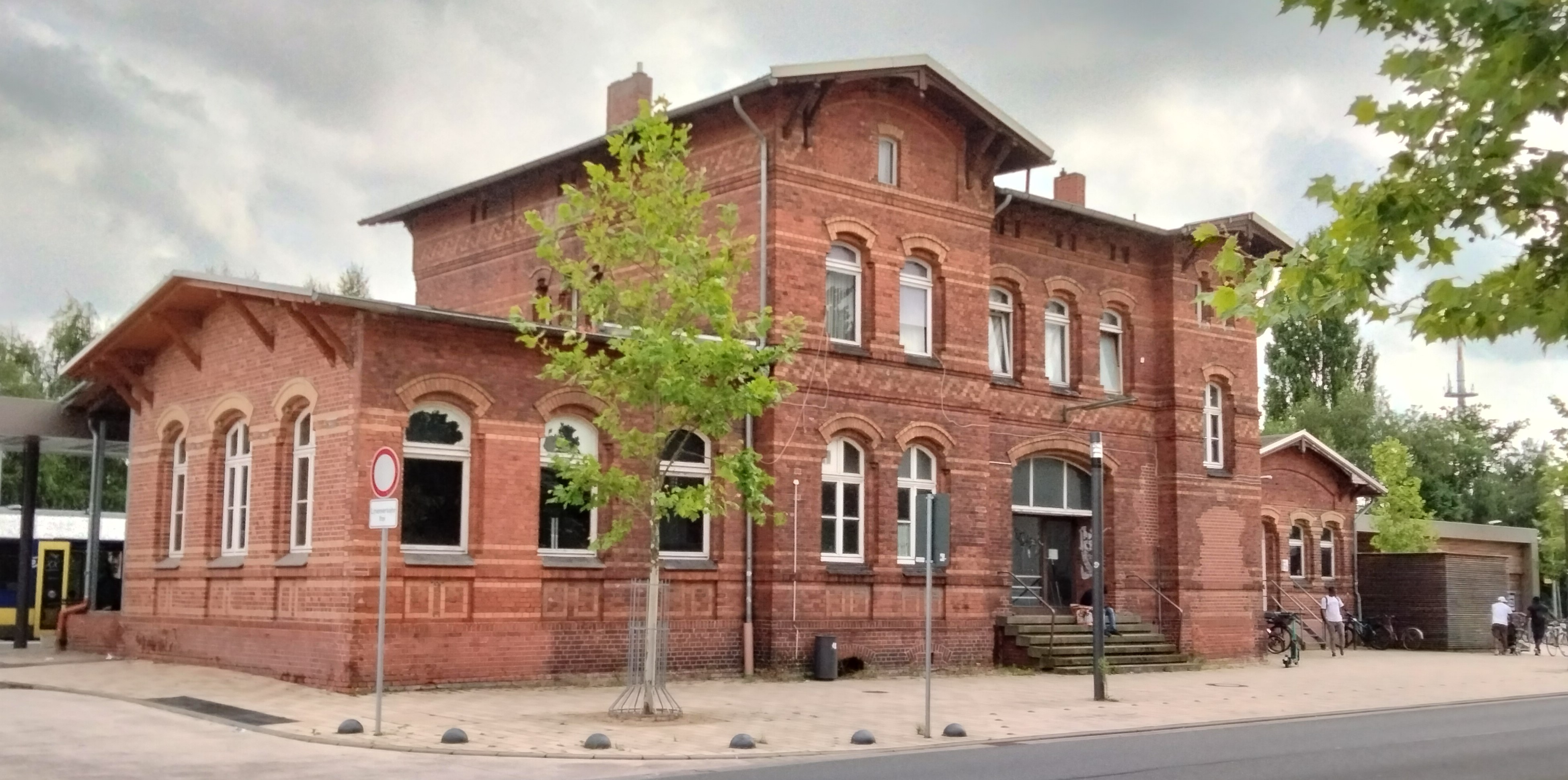
Bahnhof Gifhorn Stadt
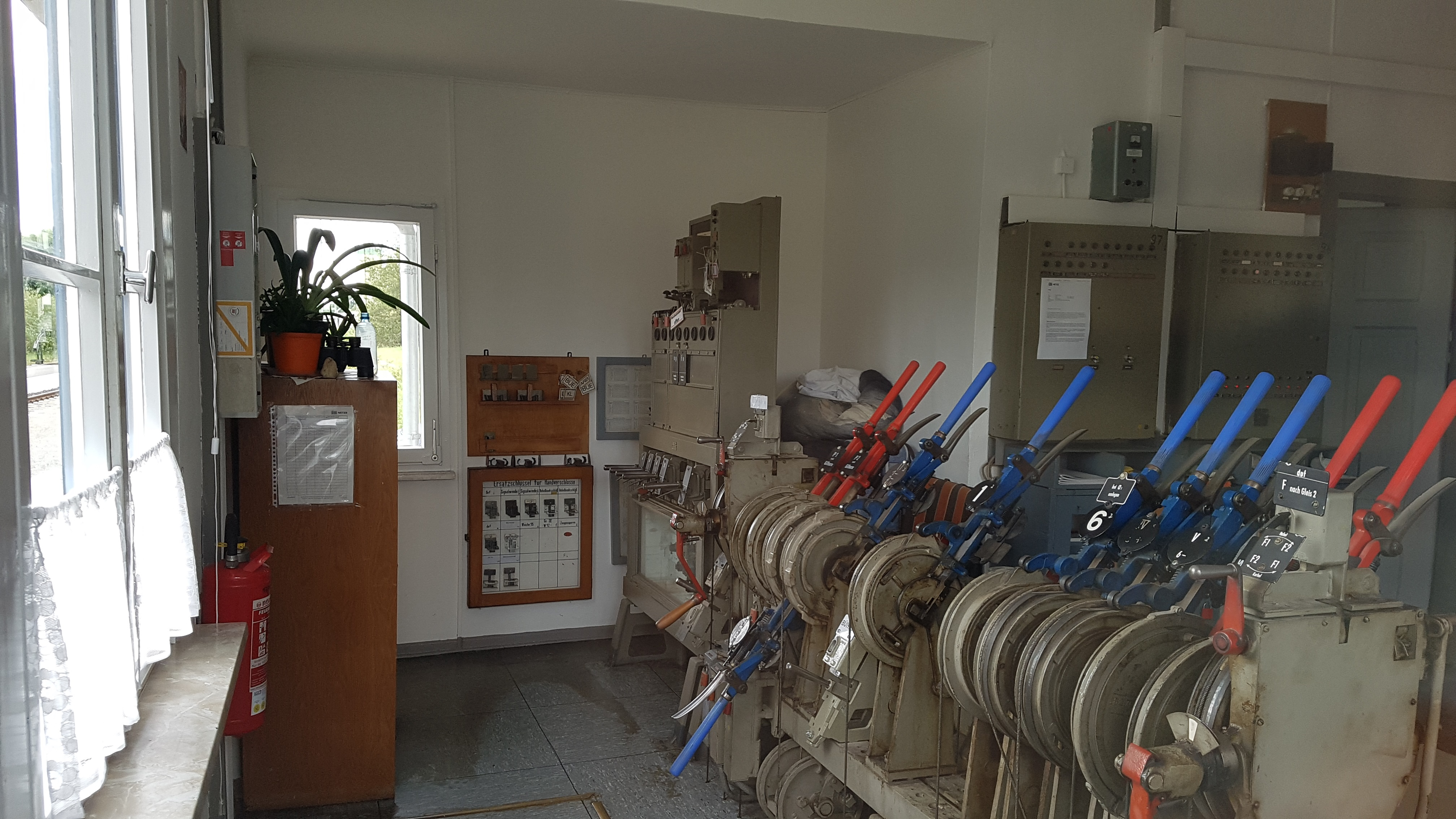
Stellwerk Wahrenholz
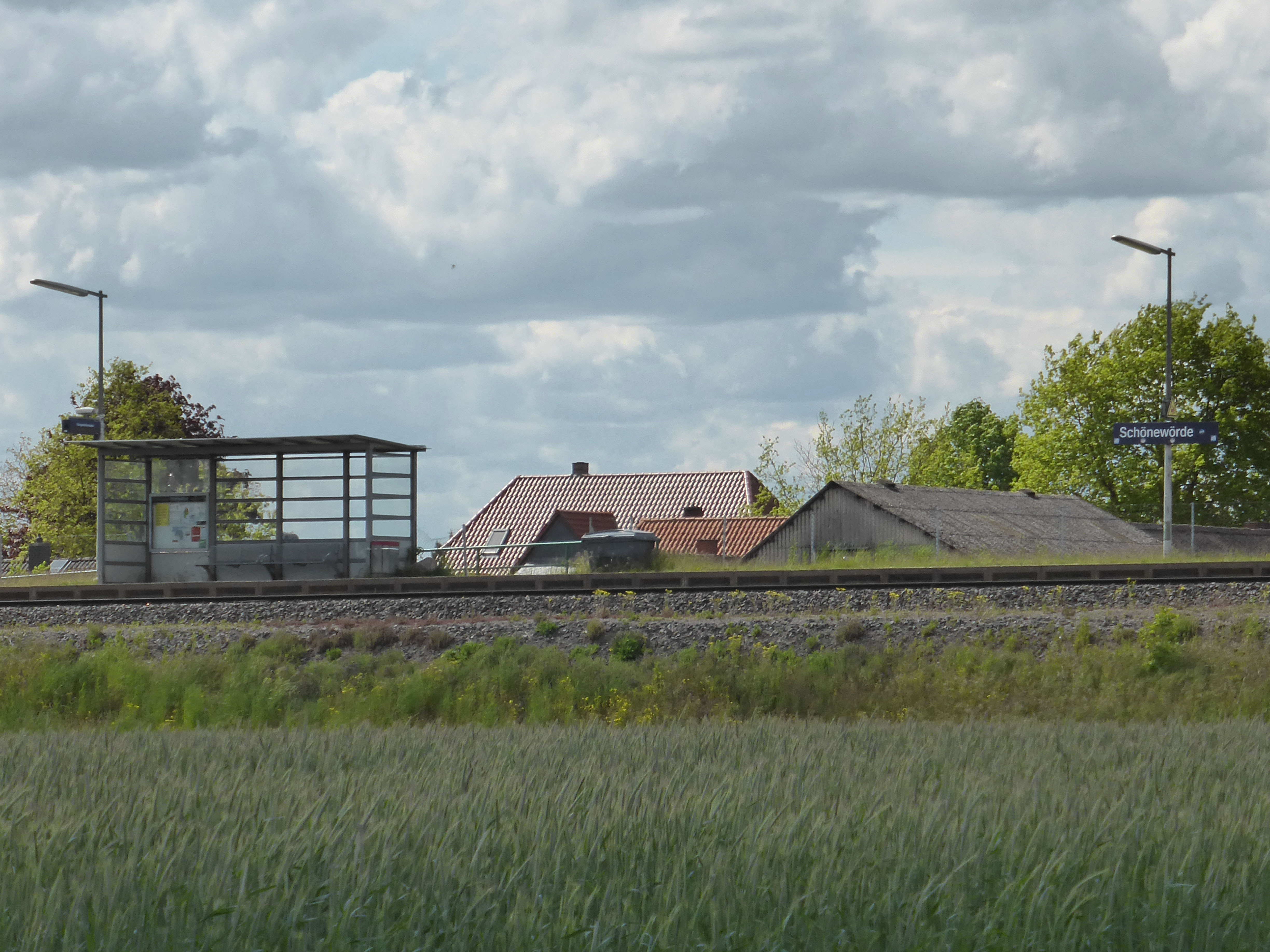
Haltepunkt Schönewörde
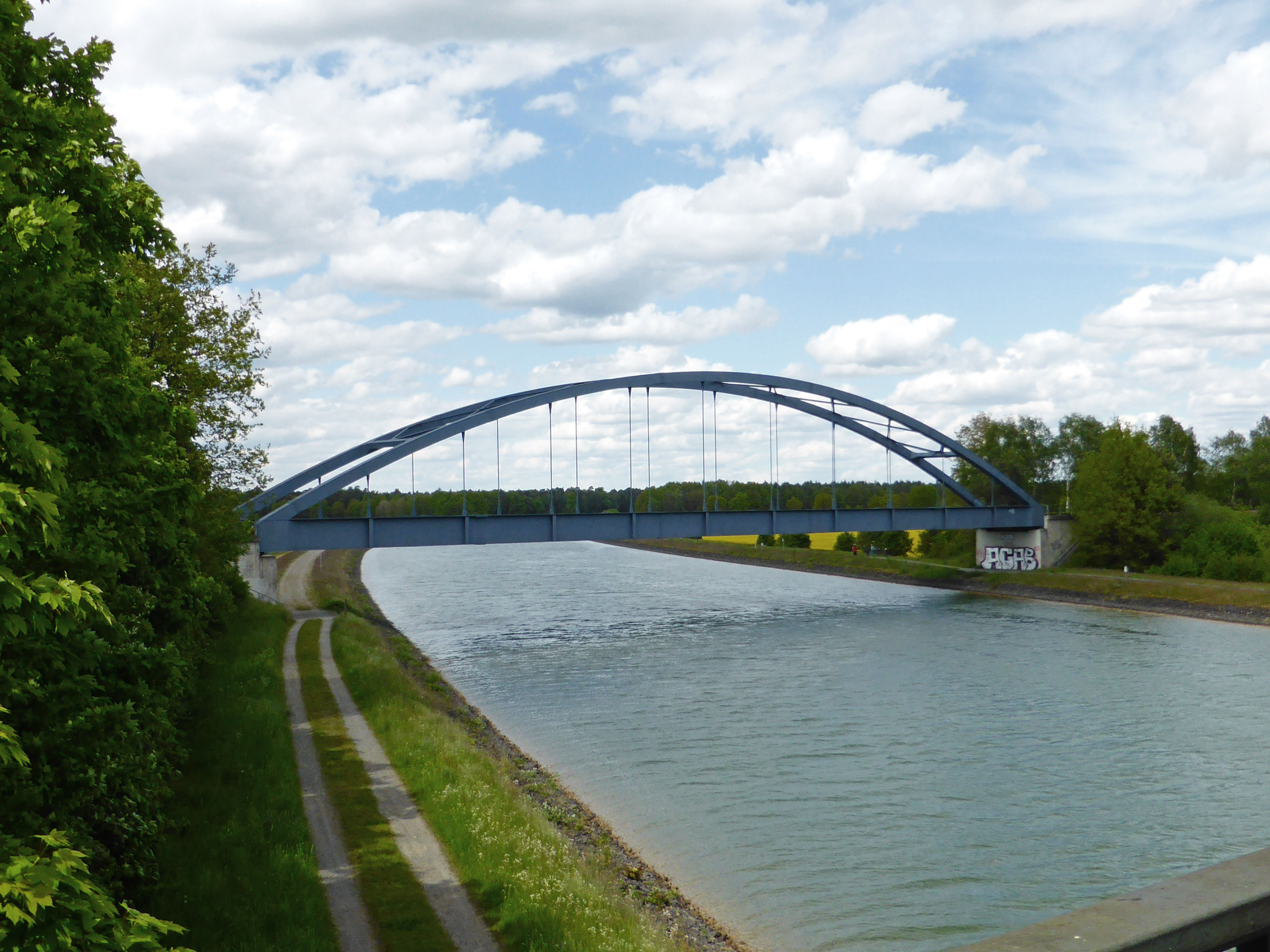
Brücke über den Elbe-Seitenkanal
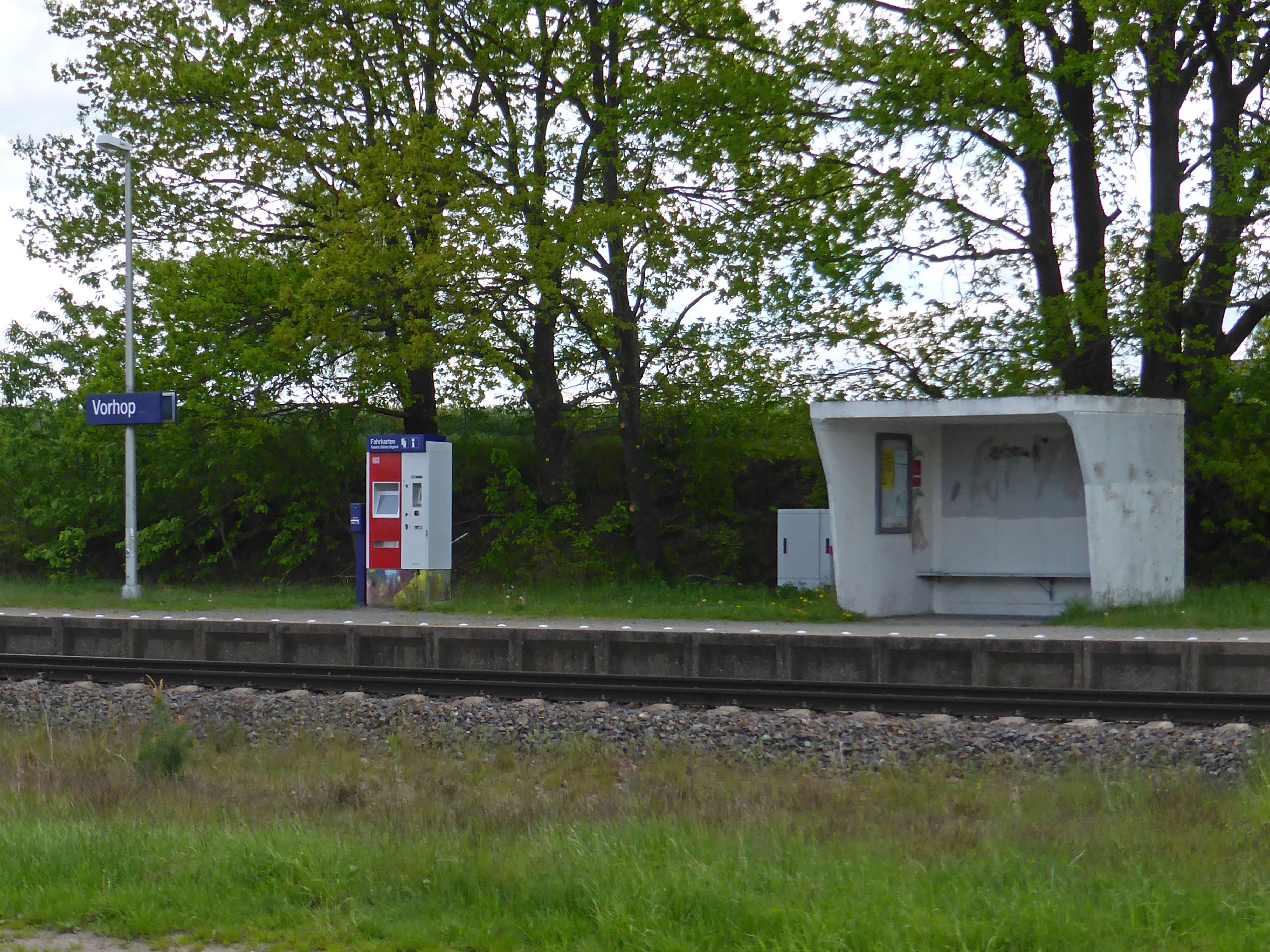
Haltepunkt Vorhop
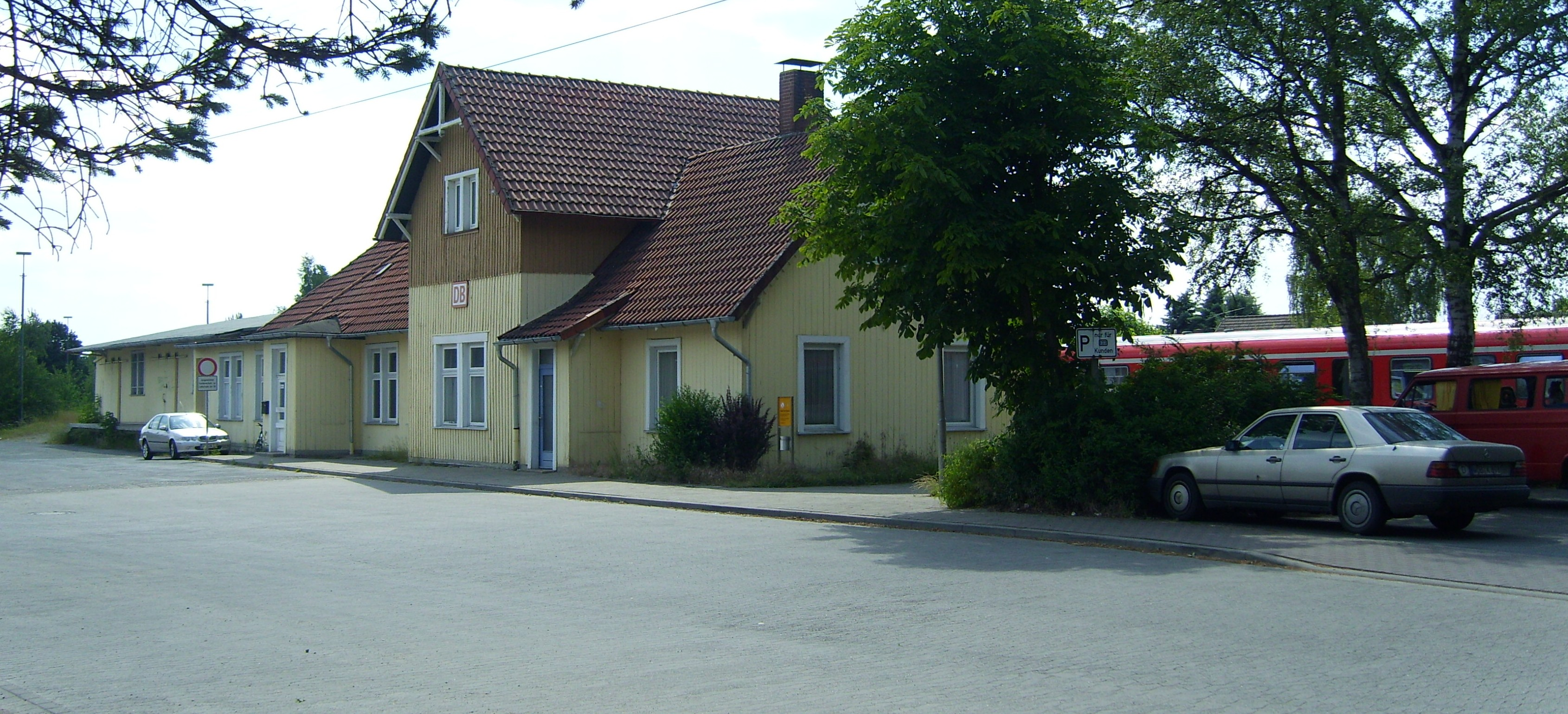
Bahnhof Wittingen
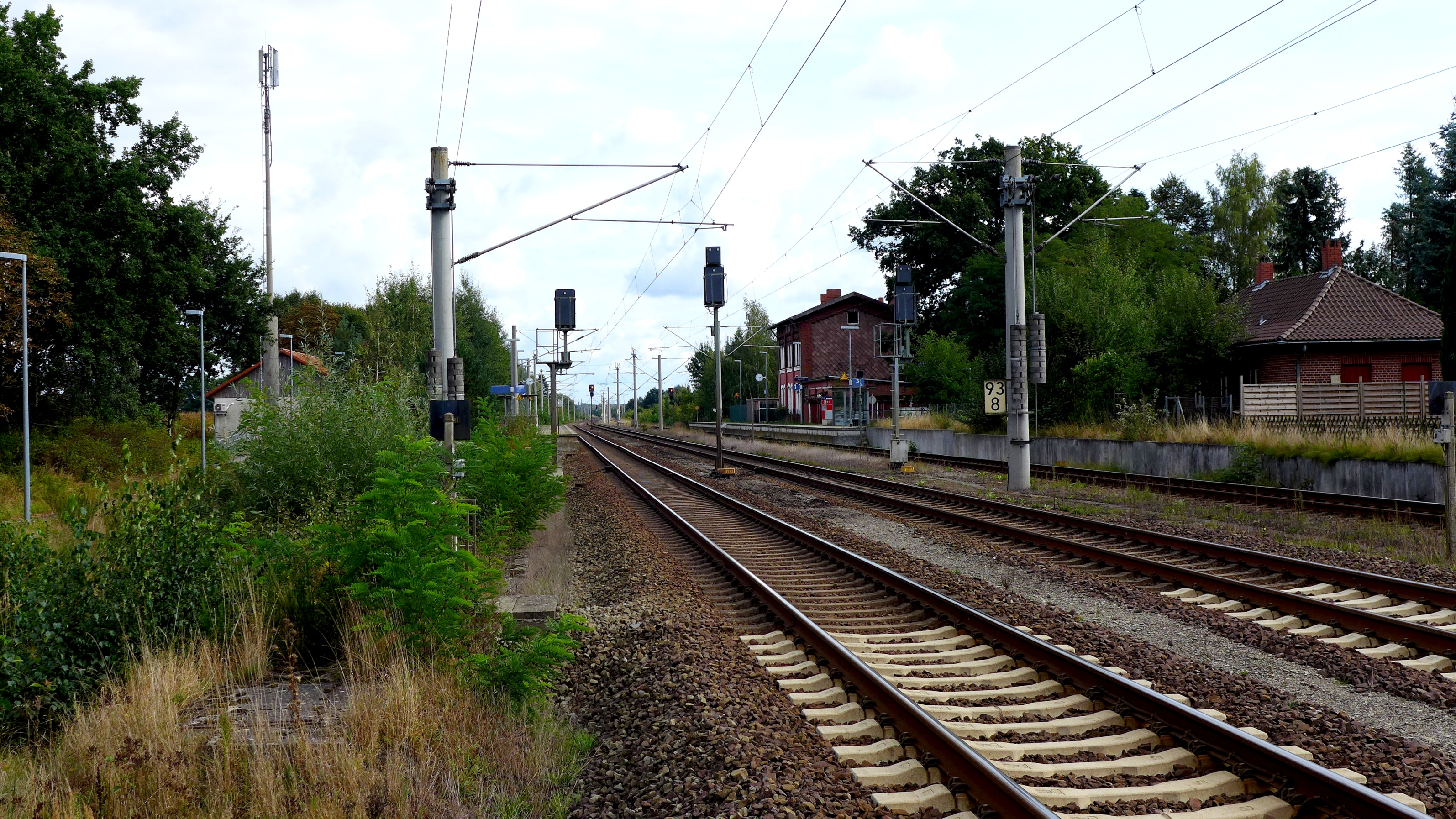
Bahnhof Wieren